# John Isenbarger
John Isenbarger (Muncie, Indiana; 5 de diciembre de 1947-7 de marzo de 2024) fue un jugador estadounidense de fútbol americano  que jugó cuatro temporadas en la NFL con los San Francisco 49ers en la posición de wide receiver.

## Carrera
Fue seleccionado en la posición 48 de la segunda ronda del Draft de la NFL de 1970 por los San Francisco 49ers procedente de Indiana Hoosiers, universidad de la cual fue miembro del Salón de la Fama y participó con el equipo en la que actualmente ha sido la única aparición de la universidad en el Rose Bowl y nominado al segundo equipo All-American en 1969.
Con los San Francisco 49ers estuvo cuatro temporadas de 1970 a 1973. En 1974 forma con los Hawaiians de la World Football League (WFL) donde tuvo su mejor año de carrera con 33 recepciones para 368 yardas y 7 touchdowns. Se retiraría como profesional en 1975.